# Triệu Đức Chiêu
Triệu Đức Chiêu (趙德昭; 951 - 979), tự Nhật Tân (日新), là Hoàng trưởng tử của Tống Thái Tổ Triệu Khuông Dẫn.
Ông vốn là con trai thứ của Tống Thái Tổ, nhưng do Triệu Đức Tú (趙德秀), con trai đầu tiên của Tống Thái Tổ mất sớm nên ông được xem là con trưởng. Ông là tổ tiên trực hệ của Tống Lý Tông và Tống Độ Tông.

## Mất ngôi Thái tử
Một năm sau khi lên ngôi, Tống Thái Tổ được mẹ là Chiêu Hiến Hoàng thái hậu hỏi về việc lập người kế vị, Tống Thái Tổ cho rằng mình còn trẻ, nói việc này còn sớm. Chiêu Hiến Hoàng thái hậu bảo rằng: "Hoàng thượng biết vì sao Hậu Chu mất không? Là vì họ đưa một đứa trẻ 7 tuổi lên làm vua", lại thúc giục Tống Thái Tổ nên lập em trai để kế vị, tránh vào vết xe đổ của Hậu Chu. Tống Thái Tổ bất đắc dĩ phải hứa với Chiêu Hiến Hoàng thái hậu cho em trai là Triệu Quang Nghĩa kế vị. Mặc dù Triệu Đức Chiêu đã trưởng thành, văn võ song toàn lại thêm được các đại thần trong triều, nhất là đại thần Triệu Phổ, cánh tay phải đắc lực của Tống Thái Tổ, đánh giá cao cũng không được vua cha lập làm Thái tử mà chỉ được ban tước vị Yên vương (燕王). Tống Thái Tổ đã có ý muốn truyền lại ngôi cho con mình nhưng ông đã mất trước khi kịp thực hiện việc lập Thái tử. Tống Thái Tổ qua đời, chiếu theo lời hứa của Tống Thái Tổ trước kia nên Triệu Quang Nghĩa dễ dàng lên ngôi.
Một số nhà nghiên cứu tỏ ra nghi ngờ về cái chết của Tống Thái Tổ và cho rằng ông bị chính người em là Tống Thái Tông hãm hại để giành ngôi báu khi ông ốm trên giường bệnh. Câu chuyện này trở thành một nghi án nổi tiếng đời Tống với tên gọi Phủ thanh chúc ảnh. Về sau, Tống Thái Tông truyền ngôi cho con cháu mình, không trả lại ngôi cho con của Tống Thái Tổ. Bản thân Triệu Đức Chiêu sau đó cũng bị chết một cách không rõ ràng.

## Dưới thời Thái Tông
Vào năm 976, Tống Thái Tông tức vị, đại xá thiên hạ, phong cho Triệu Đức Chiêu làm Vũ Công Quận vương (武功郡王). Năm 979, theo lệnh của Tống Thái Tông, Triệu Đức Chiêu dẫn đầu một đội quân tấn công nhà Liêu lần đầu. Năm đó cuộc chinh phạt Liêu bị thất bại, chư tướng đại thần trong triều thấy Tống Thái Tông mất tích nên có ý định lập Triệu Đức Chiêu lên làm vua.
Ngờ đâu Tống Thái Tông trở về, biết được chuyện thì tức giận nên không luận công ban thưởng cho các tướng sĩ trong trận Thái Nguyên. Triệu Đức Chiêu sau đó tâu việc này lên Tống Thái Tông, Tống Thái Tông nạt: "Đợi mi đăng cơ rồi thưởng !". Triệu Đức Chiêu dư biết ý của Tống Thái Tông, bèn quay về phủ lấy con dao gọt trái cây, cắt cổ họng mà tự sát. Tống Thái Tông hối hận, ôm xác ông mà khóc, truy phong ông làm Nguỵ vương (魏王), sau cải thành Ngô vương (吳王) rồi Việt vương (越王). Tuy nhiên, một số nhà sử học cho rằng, chính Tống Thái Tông đã bức tử Triệu Đức Chiêu, việc khóc lóc thảm thiết chỉ là cái cớ để che mắt thiên hạ. Việc làm này của Tống Thái Tông cũng xảy ray tương tự với Triệu Đức Phương, em ruột của Triệu Đức Chiêu.
Dưới thời Tống Huy Tông, ông được ban thuỵ là Ý Vương (懿王).

## Gia thất

### Thê thiếp
- Hàn Quốc phu nhân Vương thị (韩国夫人王氏), con gái của Thái tử Thái phó Vương Phổ (王溥).
- Trịnh Quốc phu nhân Trần thị (郑国夫人陈氏). Nữ tổ của Tống Lý Tông và Tống Độ Tông.

### Hậu duệ
- Lạc An Quận công → Đồng An Quận vương Triệu Duy Chính (趙惟正; ? - 1032), thụy Hi Tĩnh (僖靖).
- An Định Quận công → Nam Dương Quận vương → Ký vương Triệu Duy Cát (趙惟吉; 966 - 1010), tự Quốc Tường (国祥), thụy Khang Hiếu (康孝), tổ tiên trực hệ của Tống Lý Tông và Tống Độ Tông.
  - Đan Dương Quận vương Triệu Thủ Tiết (赵守节; ? - 1029), thụy Hi Mục (僖穆).
    - Nam Khang Quận vương Triệu Thế Vĩnh (赵世永), Trấn Nam quân Tiết độ quan sát lưu hậu → Chiêu Vũ quân Tiết độ sứ, thụy Tu Hiếu (修孝).
    - Bành Thành Quận công Triệu Thế Diên (赵世延).
    - Bắc Hải Quận công Triệu Thế Phù (赵世符), Trấn Nam quân Lưu hậu.
    - Triệu Thế Sủng (赵世符), Hữu giám môn suất phủ suất.

  - Hoài Dương hầu Triệu Thủ Ước (赵守约; ? - 1027), quan đến Nội viên sứ, Khang Châu Thứ sử, tặng Nghi Châu Đoàn luyện sứ.
    - Bắc Hải Quận công Triệu Thế Tĩnh (赵世静), quan đến Tả vũ vệ Đại tướng quân, Quân Châu Phòng ngự sứ, tặng Trấn Hải quân Tiết độ quan sát lưu hậu.
    - Dương Quốc công Triệu Thế Miên (赵世绵).
      - Bác Bình hầu Triệu Lệnh Hư (赵令虚; ? - 1082), tặng Bác Châu Phòng ngự sứ.
        - Triệu Tử Tuyển (赵子隽).

    - Tề Dương Quận công Triệu Thế Trường (赵世长), quan đến Tả vũ vệ Đại tướng quân, Giải Châu Phòng ngự sứ, tặng Trương Tín quân Tiết độ quan sát lưu hậu.
      - Xương Quốc công Triệu Lệnh Kha (赵令柯).
      - Nhữ Nam hầu Triệu Lệnh Hách (赵令赫; 1048 - 1086).
        - Triệu Tử Du (赵子瑜)

    - Xương Quốc công Triệu Thế Tư (赵世滋; ? - 1073).
      - Triệu Lệnh Tập (赵令辑).
      - Triệu Lệnh Tiên (赵令籛).
      - Triệu Lệnh Côn (赵令昆).
      - Triệu Lệnh Bì (赵令埤).
      - Triệu Lệnh Thoát (赵令梲).

    - Phú Thủy hầu Triệu Thế Tộ (赵世祚).

  - Dĩnh Quốc công → Sở Quốc công Triệu Thủ Tốn (赵守巽; ? - 1046), quan đến Hòa Châu Phòng ngự sứ, tặng Vũ Thành quân Tiết độ sứ.
    - Thân Quốc công → Việt Quốc công → Hội Kê Quận vương → Quắc vương Triệu Thế Thanh (赵世清), quan đến Mậu Châu Phòng ngự sứ → Việt Châu Quan sát sứ → Bảo Tín quân Lưu hậu, tặng An Hóa quân Tiết độ sứ, Khai phủ nghi đồng tam ty, thụy Cung An (恭安).
    - Đông Dương Quận công Triệu Thế Mậu (赵世茂).
    - Vũ Đương hầu Triệu Thế Tích (赵世绩).
      - Triệu Lệnh Khái (赵令槩; ? - ?).
      - Nam Khang hầu Triệu Lệnh Thưởng (赵令赏; ? - 1075), tặng Kiền Châu Quan sát sứ.
        - Triệu Tử Dư (赵子璵).
        - Triệu Tử Hạo (赵子浩).
        - Triệu Tử Quỳnh (赵子琼).
        - Triệu Tử Triện (赵子瑑).

      - An Khang Quận công Triệu Lệnh Ủy (赵令委; ? - ?)

    - Toại Quốc công Triệu Thế Cai (赵世该).
    - Bắc Hải hầu Triệu Thế Lịch (赵世历).

  - Lư Giang hầu Triệu Thủ Độ (赵守度; ? - 1040), thê tử Lư Lăng Quận quân Lý thị (庐陵郡君李氏), quan đến Tả lĩnh quân vệ Đại tướng quân, Anh Châu Đoàn luyện sứ, tặng Lư Châu Quan sát sứ.
    - Kỳ Xuân hầu Triệu Thế Hoành (赵世宏).
    - Triệu Thế Hà (赵世遐).
    - Cao Mật Quận công Triệu Thế Trân (赵世珍).
    - Hoa Dương hầu Triệu Thế Tung (赵世嵩).
    - Gia Quốc công Triệu Thế Quát (赵世括), thụy Hiếu Khác (孝恪).
      - Phòng Quốc công Triệu Lệnh Giá (赵令稼).
        - Ngô Quốc công Triệu Tử Thích (赵子奭).
          - Ích Quốc công Triệu Bá Ngộ (赵伯旿).
            - Việt Quốc công Triệu Sư Ý (赵师意).
              - Vinh vương Triệu Hi Lộ (赵希瓐).

      - Đông Bình hầu Triệu Lệnh Tẩu (赵令叟).
      - Bác Bình hầu Triệu Lệnh Môn (赵令门).
      - Bác Bình hầu Triệu Lệnh Quái (赵令夬).
      - Hoa Âm hầu Triệu Lệnh Thuế (赵令蜕).
      - Hữu Kim tử Quang Lộc đại phu Triệu Lệnh Thăng (赵令升).
      - Vũ hiển lang Triệu Lệnh Cấp (赵令汲).
      - Vũ dực lang Triệu Lệnh Trọng (赵令仲).

  - Phẫu Dương hầu Triệu Thủ Liêm (赵守廉; ? - 1025).
  - Gia Lâm bá Triệu Thủ Khang (赵守康; 1006 - 1015).
- Ngụy vương Triệu Duy Cố (赵惟固; ? - 983), tên thật Triệu Nguyên Ỷ (赵元扆), tự Tông Càn (宗干)
- Giang Hạ hầu → Thư Quốc công Triệu Duy Trung (趙惟忠; ? - 1016), tự Lệnh Đức (令德), tặng Ngạc Châu Quan sát sứ → Chương Hóa quân Tiết độ sứ
  - Đông Lai hầu Triệu Tùng Khác (赵从恪; ? - 1031), tặng Từ Châu Thứ sử
    - Sùng Quốc công Triệu Thế Quy (赵世规; 1073).

  - Dĩnh Quốc công → Hàn Quốc công Triệu Tùng Ái (赵从蔼; ? - 1057)
    - Hữu kiêu vệ Đại tướng quân Triệu Thế Phong (赵世丰)
    - Vũ Đương hầu Triệu Thế Tuyên (赵世宣)
    - Thành vương Triệu Thế Chuẩn (赵世准)
    - Tri vương Triệu Thế Hùng (赵世雄)
    - Bành Thành Quận công Triệu Thế Bản (赵世本)
    - Nam Khang hầu Triệu Thế Cương (赵世纲)
    - Bành Thành hầu Triệu Thế Nhạc (赵世岳)
    - Gia Quốc công Triệu Thế Điệt (赵世瓞)
    - Bành Thành hầu Triệu Thế Viên (赵世枚)
    - Triệu Thế Hưng (赵世膺)

  - Triệu Tùng Bỉnh (赵从秉; ? - ?)
  - Triệu Tùng Dĩnh (赵从颖; ? - ?)
  - Tuyên Thành hầu Triệu Tùng Cẩn (赵从谨; ? - 1049)
  - Bác Lăng hầu Triệu Tùng Chất (赵从质; ? - 1049)
    - Phòng Quốc công Triệu Thế Mông (赵世蒙)
      - Cảnh Thành hầu Triệu Lệnh Thiệu (赵令劭)

  - Vinh Quốc công → Sở Quốc công Triệu Tùng Tín (赵从信; 1012 - 1062), tự Quân Thụy (君瑞), quan đến Tả ban Điện trực → Tả đồn vệ Đại tướng quân → Hùng Châu Phòng ngự sứ, tặng Bảo Ninh quân Tiết độ sứ, thụy An Hi (安僖)
    - Hà Nội hầu Triệu Thế Uyên (赵世渊), tặng Hoài Châu Quan sát sứ
    - Bắc Hải hầu Triệu Thế Sảng (赵世爽), tặng Thanh Châu Quan sát sứ
    - Thư Quốc công Triệu Thế Phùng (赵世逢), tặng Cảm Đức quân Tiết độ sứ
    - An Khang Quận công Triệu Thế Nhiếp (赵世燮)
    - Hoa Quốc công Triệu Thế Hồng (赵世鸿)
      - Kiến An hầu Triệu Lệnh Sủy (赵令揣)

    - Phùng Dực hầu Triệu Thế Đăng (赵世登), tặng Đồng Châu Quan sát sứ
      - Đông Lai hầu Triệu Lệnh Song (赵令双; 1062 - 1097), tặng Lai Châu Phòng ngự sứ
        - Triệu Tử Cấu (赵子构)
        - Triệu Tử Tiềm (赵子潜)

    - Nghi vương Triệu Thế Phúc (赵世福), tặng Thiếu sư
    - Đông Dương hầu Triệu Thế Khung (赵世穹), tặng Vụ Châu Quan sát sứ
    - Cao Mật hầu Triệu Thế Vinh (赵世荣), tặng Mật Châu Quan sát sứ
    - Nam Khang hầu Triệu Thế Chưởng (赵世掌; 1047 - 1092), tặng Kiền Châu Quan sát sứ
    - Phòng Lăng Quận công Triệu Thế Trùng (赵世重)
      - Triệu Lệnh Giam (赵令瑊), quan đến Khang Châu Đoàn luyện sứ

    - Đông Dương hầu Triệu Thế Chức (赵世职; 1048 - 1086), tặng Vụ Châu Quan sát sứ
    - An Khang Quận công Triệu Thế Dẫn (赵世引)
    - Kiến Quốc công Triệu Thế Phỉ (赵世朏), tặng Kiến Ninh quân Tiết độ sứ
    - Quảng Bình hầu Triệu Thế Thân (赵世朏), tặng Minh Châu Phòng ngự sứ
    - Bình Dương hầu Triệu Thế Tư (赵世资; 1052 - 1092), tặng Tấn Châu Quan sát sứ
    - Phùng Dực hầu Triệu Thế Cù (赵世劬), tặng Đồng Châu Quan sát sứ
    - Tế Âm hầu Triệu Thế Tạo (赵世劬), tặng Tào Châu Quan sát sứ
- Thanh Nguyên Quận công Triệu Duy Hoà (趙惟和; ? - 1014).
  - Tuyên Thành Quận công Triệu Tùng Thẩm (赵从审)
    - Hữu vũ vệ Đại tướng quân Triệu Thế Cập (赵世及)
      - Triệu Lệnh Tại (赵令在)

#### Trực hệ
1. Tống Lý Tông Triệu Dữ Cử (趙與莒; 26 tháng 1, 1205 - 16 tháng 11, 1264).
2. Tống Độ Tông Triệu Mạnh Khải (趙孟启; 2 tháng 5, 1240 - 12 tháng 8, 1274).